# 捜神記
『捜神記』（そうじんき、繁体字: 搜神記; 簡体字: 搜神记; 拼音: Sōushénjì）は、4世紀に東晋の干宝が著した志怪小説集。
志怪小説とあるように猿や鳥などの動物、仙人や神様を使って中国の話言葉を本にした短編小説である。成立時期は後漢滅亡（220年）後であり政治的には混乱期だが、儒教一辺倒から道家・仏教も入って文化的に多様化した。そして「怪異」も多く語られ、記録された。『隋書』「経籍志」などによると、もとは30巻あったといわれるが散逸し現存する20巻本は、後の人が蒐集、再編して万暦年間に『干宝撰捜神記』と題して刊行したもの。著者の干宝が、亡くなった時に収録したものと、著者が生きている時に感じたこと、みたものを本に書いた。本書を著述するようになった機縁は、干宝の父の婢が埋葬ののち10数年後に蘇ったことに感じ入って、本書を著すようになった とされている。

## 作者
干宝（かん ぽう、? - 336年）は、東晋の政治家・文人。字は令升。本貫は汝南郡新蔡県。『晋書』に伝がある。

## 制作の背景
劉淵・劉聡による永嘉の乱（311年）以降、司馬帝室の生き残りが一部の北方貴族と共に南方に避難し、317年に建康にて東晋を建国した。しかし、中国の都は東晋以前ならば、ほぼ全てが長江の北側、すなわち北方にあったのに対して建康は洛陽という政治中心地から周縁化されていたはるか南方の地であった。東晋が建国された当時、南方の地には呉時代から既にそれぞれ勢力を築いていた江南の名門士族らが長く据わっていた。北方士人の移入は元来経済的・政治的利益のバランスが取れていた双方の集団に衝撃をもたらした。南渡以降に、司馬氏は政局を安定させるために江南士人を抜擢する政策を用いた。登用された士人の一人が干宝である。ところが、政治上層部に抜擢されることは同時に北方からきた貴族が盤踞する世界の内部に侵入することをも意味した。干宝が王導の司徒府にいた時期には、彼の同僚として劉惔がいた。劉惔は嘗て『捜神記』を編纂した干宝を「鬼の世界の董狐（春秋時代の有名な史官）」だと揶揄したことがある。
干宝は陰陽術に関心があり、京房や夏侯勝らの著作を調べたりした。干宝の父が生前に寵愛した侍女がいたが、父の死後、母が嫉妬してその侍女を生きたまま父の墓に閉じ込めてしまったことがあったという。10年ほど後に母が死去し、干宝が父の墓を開いてみたところ、その侍女はまるで生きているかのような姿で棺に身を横たえており、数日後には息を吹き返した。話を聞くと、死んでいる父が侍女のために食料を持ってきて、生前のときのように寵愛してくれたという。それからというもの、その侍女は吉凶を言い当てる能力を備え、やがて嫁いで子を生した。また、干宝の兄が病気になってそのまま絶命したが、いつまでたっても体が冷たくならず、後に目覚めて、天地の間の鬼の様子を覗いており、自分が死んでいるという自覚はなかったと語った。こうした身内が体験した奇怪な出来事をきっかけに、世間に伝わる不思議な人物や事件の記録を集めて志怪小説集『捜神記』（全30巻）を撰した とされている。

## 諸本

### 二十巻本捜神記
現行20巻本は、神仙・方士・徴応・感応・再生・魑魅・妖怪・動植物の怪異などに関係する470余の説話を、説話の型で巻ごとに分類して収録している。中には後世の作も混入しており、仏教的な説話も含まれている。後の書にも『捜神記』からの引用とする説話が多くあり、『太平広記』では80数条が収録されている。捜神記には前述した二十巻本捜神記のほかに八巻本捜神記や一巻本捜神記も存在する。

### 八巻本捜神記(稗海本)
全部で40条から構成されているが二十巻本と内容が一致するものは内11条。20巻本が文章が簡潔にまとまっているのに対して著しく冗長かつ文中の人名も異なっている。例を挙げれば「北斗星と南斗星」において若死にする男の名は二十巻本では顔超だが八巻本では趙顔となっている。

### 一巻本捜神記(敦煌本)
唐の句道興とされる。清末に西埵敦煌千仏寺の宝庫から発掘された。全部で23条で構成される。内八巻本と共通するものは13条、二十巻本と共通するものは8条。文章に多少の違いはあるものの八巻本と構成が類似している。また二十巻本には掲載されていないものの八巻本にあるものが一巻本には7条存在する。

### 漢書五行志との違い
『捜神記』は神様や仙人、主に動物や鬼といった人物や植動物がどうやって出現するのかということに対し、『漢書五行志』は、木・火・土・金・水の五行の混乱によって天変地異がおこり，人間に譴告が与えられる。中国古代の五行的世界像を縦横に解釈した自然の現象での出来事を記載したものである。

## 志怪小説類の翻訳・翻案・紹介
- 都賀庭鐘 - 中国の小説や日本の古典を翻案した奇談集を盛んに発表した。
- 上田秋成 -『雨月物語』を著す。
- 岡本綺堂 - 蒼蛙房に集う男女が『志怪小説』を再話するという設定の翻訳集『中国怪奇小説集』を著す。
- 田中貢太郎 - 中国の伝奇物を多く翻訳。
- 佐藤春夫 - 『支那童話集』を著す。のちに『中国童話集』として再版。
- 諸星大二郎 - 漫画『諸怪志異』を著す。
- 南伸坊 - 『志怪小説』を漫画化した『チャイナ・ファンタジー』（のち『仙人の壺』→『李白の月』と改題）を著す。
- 張六郎 - 漫画『千年狐 〜干宝「捜神記」より〜』[10] を著す。